# Tratado de Tui
O Tratado de Tui foi celebrado em 1137 entre Afonso VII de Castela e Leão e seu primo, o infante D. Afonso Henriques, como termo das hostilidades, e do qual resta uma notícia em Tui. Segundo parece, D. Afonso Henriques, sabendo que o imperador se encontrava em má posição no conflito com o rei de Navarra, aproveitou a oportunidade favorável para, de acordo com este, entrar com o seu exército na Galiza, tomando Tui, apossando-se de alguns castelos por traição de quem os defendia e causando vários estragos na região. Afonso VII recuperou Tui.
Alguns autores consideram que Afonso Henriques, no prosseguimento da política de independência do seu pai, evitou qualquer acto que o levasse à sujeição do primo. Dom Afonso Henriques nunca reconheceu o primo como imperador, e este também não invocou tal facto nas relações com Portugal, mas que o rei de Leão e Castela não renunciava à sua supremacia mostra-o o protesto que dirigiu a Eugénio III por ocasião do Concílio de Reims (1148) sem falar da intransigência com que lutou até ao fim da vida pela primazia eclesiástica de Toledo.